# ماريا لا ديل باريو
ماريا لا ديل باريو يعني ماريا ابنة الحي وهو مسلسل مكسيكي من بطولة المغنية تاليا وفرناندو كولونجا، تم إنتاجه بين 1995- 1996.

## وصلات خارجية
- ماريا لا ديل باريو على موقع IMDb (الإنجليزية)
- ماريا لا ديل باريو على موقع كينوبويسك (الروسية)
- ماريا لا ديل باريو على موقع قاعدة بيانات الفيلم (الإنجليزية)